# Etzmannsdorf bei Straning
Etzmannsdorf bei Straning ist eine Ortschaft und eine Katastralgemeinde in der Marktgemeinde Straning-Grafenberg im Bezirk Horn in Niederösterreich. Die Ortschaft hat 102 Einwohner (Stand 1. Jänner 2024). Bis Ende 1967 war Etzmannsdorf bei Straning eine eigenständige Gemeinde.

## Geografie
Das aus zwei Häuserreihen längs eines Angers bestehende Dorf liegt südöstlich von Eggenburg und nordwestlich von Straning am Übergang des Waldviertels ins Weinviertel und ist über die Landesstraße L 1214 erreichbar.

## Geschichte
Die 48 hier lebenden Familien widmeten sich laut Schweickhardt überwiegend dem Ackerbau, dem Weinbau und in geringem Maß der Viehwirtschaft.
Laut Adressbuch von Österreich waren im Jahr 1938 in der Ortsgemeinde Etzmannsdorf bei Straning ein Gastwirt, ein Gemischtwarenhändler, ein Schuster, ein Viktualienhändler und zahlreiche Landwirte ansässig.
Am 1. Jänner 1968 bildeten die bis dahin selbständigen Gemeinden Etzmannsdorf bei Straning, Grafenberg und Straning die Gemeinde Straning-Grafenberg.

## Sehenswertes
Eine aus 24, mehrheitlich traufständigen Kellern am östlichen Ortsrand, siehe Liste der Kellergassen in Straning-Grafenberg